# ワイドショー女子会
『ワイドショー女子会』（-じょしかい）とは、TBS系列で放送された特別バラエティ番組である。

## 概要
芸能ワイドショーのニュースとその当人を話題に、本音トークを繰り広げる。

## 放送リスト
※放送日時は日本標準時。視聴率はビデオリサーチ関東地区調べ。
| 回数  | 放送日         | タイトル                                                      | 備考             | 視聴率 |
| ----- | -------------- | ------------------------------------------------------------- | ---------------- | ------ |
| 第1回 | 2011年6月27日  | 男子禁制!ワイドショー女子会 ラ・シーネ                        |                  |        |
| 第2回 | 2011年9月27日  | ワイドショーvs芸能界 昭和平成スクープ抗争 100人の主役降臨SP   |                  |        |
| 第3回 | 2011年12月22日 | スキャンダル総決算!修羅場スター全員集合 ワイドショー女子会III | 『スパモク!!』枠 |        |

## 出演者
司会
- 山里亮太（南海キャンディーズ）
- ピーコ（第3回以降）
- ミッツ・マングローブ

出演者（1回）
出演者（2回）
- 秋吉久美子
- 内田裕也
- 山路徹
- 神田うの
- 小室哲哉

出演者（3回）
- あき竹城
- 大久保佳代子
- 岡本夏生
- 小川菜摘
- 小原正子（クワバタオハラ）
- カルーセル麻紀
- クリス松村
- 高木美保
- 松居一代

中継リポーター
- 田中みな実（TBSアナウンサー）

ナレーション
- 鈴木麻里子

## ネット局

### 第1回
| 放送対象地域   | 放送局名                 | 系列    | 放送日時 (JST)                    | 遅れ日数   |
| -------------- | ------------------------ | ------- | --------------------------------- | ---------- |
| 関東広域圏     | TBSテレビ (TBS)          | TBS系列 | 2011年6月27日 23時45分 - 25時20分 | 制作局     |
| 北海道         | 北海道放送 (HBC)         | TBS系列 | 2011年6月27日 23時50分 - 25時21分 | 同時ネット |
| 山形県         | テレビユー山形 (TUY)     | TBS系列 | 2011年6月27日 23時50分 - 25時20分 | 同時ネット |
| 静岡県         | 静岡放送 (SBS)           | TBS系列 | 2011年6月27日 23時50分 - 25時20分 | 同時ネット |
| 石川県         | 北陸放送 (MRO)           | TBS系列 | 2011年6月27日 23時50分 - 25時20分 | 同時ネット |
| 中京広域圏     | 中部日本放送 (CBC)       | TBS系列 | 2011年6月27日 23時50分 - 25時20分 | 同時ネット |
| 熊本県         | 熊本放送 (RKK)           | TBS系列 | 2011年6月27日 23時50分 - 25時20分 | 同時ネット |
| 沖縄県         | 琉球放送 (RBC)           | TBS系列 | 2011年6月27日 23時50分 - 25時20分 | 同時ネット |
| 新潟県         | 新潟放送 (BSN)           | TBS系列 | 2011年7月5日 23時50分 - 25時20分  | 8日遅れ    |
| 宮城県         | 東北放送 (TBC)           | TBS系列 | 2011年7月11日 24時40分 - 26時10分 | 14日遅れ   |
| 鹿児島県       | 南日本放送 (MBC)         | TBS系列 | 2011年7月16日 15時24分 - 16時54分 | 19日遅れ   |
| 岡山県・香川県 | 山陽放送 (RSK)           | TBS系列 | 2011年7月16日 15時30分 - 17時00分 | 19日遅れ   |
| 富山県         | チューリップテレビ (TUT) | TBS系列 | 2011年7月16日 24時40分 - 26時10分 | 19日遅れ   |
| 福岡県         | RKB毎日放送 (RKB)        | TBS系列 | 2011年8月14日 16時00分 - 17時30分 | 48日遅れ   |
| 福島県         | テレビユー福島 (TUF)     | TBS系列 | 2011年8月28日 15時00分 - 16時27分 | 62日遅れ   |
| 大分県         | 大分放送 (OBS)           | TBS系列 | 2011年9月10日 15時24分 - 16時54分 | 75日遅れ   |

### 第2回
| 放送対象地域   | 放送局名                 | 系列    | 放送日時 (JST)                    | 遅れ日数   |
| -------------- | ------------------------ | ------- | --------------------------------- | ---------- |
| 関東広域圏     | TBSテレビ (TBS)          | TBS系列 | 2011年9月27日 21時00分 - 22時48分 | 制作局     |
| 北海道         | 北海道放送 (HBC)         | TBS系列 | 2011年9月27日 21時00分 - 22時48分 | 同時ネット |
| 青森県         | 青森テレビ (ATV)         | TBS系列 | 2011年9月27日 21時00分 - 22時48分 | 同時ネット |
| 岩手県         | IBC岩手放送 (IBC)        | TBS系列 | 2011年9月27日 21時00分 - 22時48分 | 同時ネット |
| 宮城県         | 東北放送 (TBC)           | TBS系列 | 2011年9月27日 21時00分 - 22時48分 | 同時ネット |
| 山形県         | テレビユー山形 (TUY)     | TBS系列 | 2011年9月27日 21時00分 - 22時48分 | 同時ネット |
| 福島県         | テレビユー福島 (TUF)     | TBS系列 | 2011年9月27日 21時00分 - 22時48分 | 同時ネット |
| 山梨県         | テレビ山梨 (UTY)         | TBS系列 | 2011年9月27日 21時00分 - 22時48分 | 同時ネット |
| 新潟県         | 新潟放送 (BSN)           | TBS系列 | 2011年9月27日 21時00分 - 22時48分 | 同時ネット |
| 長野県         | 信越放送 (SBC)           | TBS系列 | 2011年9月27日 21時00分 - 22時48分 | 同時ネット |
| 静岡県         | 静岡放送 (SBS)           | TBS系列 | 2011年9月27日 21時00分 - 22時48分 | 同時ネット |
| 富山県         | チューリップテレビ (TUT) | TBS系列 | 2011年9月27日 21時00分 - 22時48分 | 同時ネット |
| 石川県         | 北陸放送 (MRO)           | TBS系列 | 2011年9月27日 21時00分 - 22時48分 | 同時ネット |
| 中京広域圏     | 中部日本放送 (CBC)       | TBS系列 | 2011年9月27日 21時00分 - 22時48分 | 同時ネット |
| 近畿広域圏     | 毎日放送 (MBS)           | TBS系列 | 2011年9月27日 21時00分 - 22時48分 | 同時ネット |
| 鳥取県・島根県 | 山陰放送 (BSS)           | TBS系列 | 2011年9月27日 21時00分 - 22時48分 | 同時ネット |
| 岡山県・香川県 | 山陽放送 (RSK)           | TBS系列 | 2011年9月27日 21時00分 - 22時48分 | 同時ネット |
| 広島県         | 中国放送 (RCC)           | TBS系列 | 2011年9月27日 21時00分 - 22時48分 | 同時ネット |
| 山口県         | テレビ山口 (tys)         | TBS系列 | 2011年9月27日 21時00分 - 22時48分 | 同時ネット |
| 愛媛県         | あいテレビ (ITV)         | TBS系列 | 2011年9月27日 21時00分 - 22時48分 | 同時ネット |
| 高知県         | テレビ高知 (KUTV)        | TBS系列 | 2011年9月27日 21時00分 - 22時48分 | 同時ネット |
| 福岡県         | RKB毎日放送 (RKB)        | TBS系列 | 2011年9月27日 21時00分 - 22時48分 | 同時ネット |
| 長崎県         | 長崎放送 (NBC)           | TBS系列 | 2011年9月27日 21時00分 - 22時48分 | 同時ネット |
| 熊本県         | 熊本放送 (RKK)           | TBS系列 | 2011年9月27日 21時00分 - 22時48分 | 同時ネット |
| 大分県         | 大分放送 (OBS)           | TBS系列 | 2011年9月27日 21時00分 - 22時48分 | 同時ネット |
| 宮崎県         | 宮崎放送 (MRT)           | TBS系列 | 2011年9月27日 21時00分 - 22時48分 | 同時ネット |
| 鹿児島県       | 南日本放送 (MBC)         | TBS系列 | 2011年9月27日 21時00分 - 22時48分 | 同時ネット |
| 沖縄県         | 琉球放送 (RBC)           | TBS系列 | 2011年9月27日 21時00分 - 22時48分 | 同時ネット |

### 第3回
| 放送対象地域   | 放送局名                 | 系列    | 放送日時 (JST)                                          | 遅れ日数   |
| -------------- | ------------------------ | ------- | ------------------------------------------------------- | ---------- |
| 関東広域圏     | TBSテレビ (TBS)          | TBS系列 | 2011年12月22日 19時00分 - 20時54分 （『スパモク!!』枠） | 制作局     |
| 北海道         | 北海道放送 (HBC)         | TBS系列 | 2011年12月22日 19時00分 - 20時54分 （『スパモク!!』枠） | 同時ネット |
| 青森県         | 青森テレビ (ATV)         | TBS系列 | 2011年12月22日 19時00分 - 20時54分 （『スパモク!!』枠） | 同時ネット |
| 岩手県         | IBC岩手放送 (IBC)        | TBS系列 | 2011年12月22日 19時00分 - 20時54分 （『スパモク!!』枠） | 同時ネット |
| 宮城県         | 東北放送 (TBC)           | TBS系列 | 2011年12月22日 19時00分 - 20時54分 （『スパモク!!』枠） | 同時ネット |
| 山形県         | テレビユー山形 (TUY)     | TBS系列 | 2011年12月22日 19時00分 - 20時54分 （『スパモク!!』枠） | 同時ネット |
| 福島県         | テレビユー福島 (TUF)     | TBS系列 | 2011年12月22日 19時00分 - 20時54分 （『スパモク!!』枠） | 同時ネット |
| 山梨県         | テレビ山梨 (UTY)         | TBS系列 | 2011年12月22日 19時00分 - 20時54分 （『スパモク!!』枠） | 同時ネット |
| 新潟県         | 新潟放送 (BSN)           | TBS系列 | 2011年12月22日 19時00分 - 20時54分 （『スパモク!!』枠） | 同時ネット |
| 静岡県         | 静岡放送 (SBS)           | TBS系列 | 2011年12月22日 19時00分 - 20時54分 （『スパモク!!』枠） | 同時ネット |
| 富山県         | チューリップテレビ (TUT) | TBS系列 | 2011年12月22日 19時00分 - 20時54分 （『スパモク!!』枠） | 同時ネット |
| 石川県         | 北陸放送 (MRO)           | TBS系列 | 2011年12月22日 19時00分 - 20時54分 （『スパモク!!』枠） | 同時ネット |
| 近畿広域圏     | 毎日放送 (MBS)           | TBS系列 | 2011年12月22日 19時00分 - 20時54分 （『スパモク!!』枠） | 同時ネット |
| 岡山県・香川県 | 山陽放送 (RSK)           | TBS系列 | 2011年12月22日 19時00分 - 20時54分 （『スパモク!!』枠） | 同時ネット |
| 広島県         | 中国放送 (RCC)           | TBS系列 | 2011年12月22日 19時00分 - 20時54分 （『スパモク!!』枠） | 同時ネット |
| 愛媛県         | あいテレビ (ITV)         | TBS系列 | 2011年12月22日 19時00分 - 20時54分 （『スパモク!!』枠） | 同時ネット |
| 高知県         | テレビ高知 (KUTV)        | TBS系列 | 2011年12月22日 19時00分 - 20時54分 （『スパモク!!』枠） | 同時ネット |
| 熊本県         | 熊本放送 (RKK)           | TBS系列 | 2011年12月22日 19時00分 - 20時54分 （『スパモク!!』枠） | 同時ネット |
| 沖縄県         | 琉球放送 (RBC)           | TBS系列 | 2011年12月22日 19時00分 - 20時54分 （『スパモク!!』枠） | 同時ネット |
| 福岡県         | RKB毎日放送 (RKB)        | TBS系列 | 2012年2月5日 15時00分 - 16時54分                        | 45日遅れ   |

## スタッフ
第1回放送分
- 構成：山名宏和、平岡達哉、羽柴拓
- TM：石川博章
- TD：伊東修
- VE：木野内洋
- CAM：藤田栄治
- 照明：加藤美和子
- 音声：田村真紀
- 美術プロデューサー：東立
- 美術デザイン：坂根洋子
- 美術制作：杉山弘子
- 大道具：森田正樹
- 操作：松村美保
- 電飾：吉田晃子
- 生花装飾：中渡瀬由佳
- 化粧：溝田恵子
- CGデザイン：松原貴明
- 編集：伴圭史
- EED：高橋勇志、栗原康幸
- MA：轉石裕治
- 音響効果：藤代広太
- 技術協力：東通、エヌ・エス・ティー、ラ・ルーチェ、TAMCO
- 編成：渡辺信也
- 宣伝：反町浩之
- TK：野村佳乃子
- AD：蟻川拓人、山岸祐子、千葉朋絵、山内貴史
- AP：辻村賢司、寺田裕紀
- ディレクター：鴨下潔、山口伸一郎、小野鉄博
- プロデューサー：稲垣吉昭、金丸尚志
- 総合演出：大矢慎吾
- 制作プロデューサー：増山賢
- 制作協力：TBSビジョン
- 製作著作：TBS